# El Nuevo Diario
«El Nuevo Diario» — ежедневная газета, одно из крупнейших печатных изданий Никарагуа.

## История
После победы Сандинистской революции летом 1979 года в редакции газеты «La Prensa» произошёл раскол, в 1980 году около 80 % работников покинули её и основали собственную газету «El Nuevo Diario», начавшую выходить в мае 1980 года. Новое издание в целом поддерживало сандинистов, тогда как прежняя газета — антисандинистскую оппозицию и США.
Движущей силой газеты был Хавьер Чаморро Карденаль (1932–2008), брат Педро Хоакина Чаморро Карденаля, убитого директора «La Prensa».
В начале 1980-х годов тираж газеты составлял 65 тыс. экземпляров.
В начале 1990-х годов тираж газеты составлял 45 тыс. экземпляров.
В 2010 году тираж газеты составлял 50 тыс. экземпляров.
В 2010-х годах «El Nuevo Diario» и «La Prensa» вновь были двумя крупнейшими газетами в Никарагуа. 
27 сентября 2019 года газета прекратила своё существование и в печатном, и в цифровом виде. Закрытие произошло на фоне поддерживаемых редакцией протестов против президента Даниэля Ортеги, и Межамериканская ассоциация прессы (IAPA) объяснила это «давлением со стороны авторитарного правительства».